# Herb powiatu sępoleńskiego
Herb powiatu sępoleńskiego – jeden z symboli powiatu sępoleńskiego, ustanowiony 21 stycznia 2000.

## Wygląd i symbolika
Herb przedstawia na tarczy czwórdzielnej w polu pierwszym błękitnym postać Świętego Wawrzyńca trzymającego w prawej dłoni kratę (ruszt) jako symbol Sępólna, w polu drugim białym rycerza z kopią jako symbol Więcborka, w polu trzecim białym żółty wiatrak ze skrzydłami koloru czerwonego jako symbol gminy Sośno i w polu czwartym błękitnym białą lilię heraldyczną ze złotą skuwką jako symbol Kamienia Krajeńskiego.